# Rhinella lindae
Rhinella lindae är en groddjursart som först beskrevs av Juan A. Rivero och Castaño 1990.  Rhinella lindae ingår i släktet Rhinella och familjen paddor. IUCN kategoriserar arten globalt som otillräckligt studerad. Inga underarter finns listade i Catalogue of Life.